# Ayllón (Segovia)
Ayllón ist ein Ort und eine aus mehreren Weilern (pedanías) und Einzelgehöften (fincas) bestehende nordspanische Gemeinde (municipio) mit 1.105 Einwohnern (Stand: 2024) in der Provinz Segovia in der Autonomen Gemeinschaft Kastilien-León. Das im Mittelalter und in der frühen Neuzeit entstandene Zentrum von Ayllón wurde bereits im Jahr 1973 als Bien de Interés Cultural in der Kategorie Conjunto histórico-artístico anerkannt.

## Lage und Klima
Die – neben dem Hauptort – aus den Weilern Estebanvela, Francos, Grado del Pico, Saldaña de Ayllón, Santa María de Riaza, Santibáñez de Ayllón und Valvieja bestehende Gemeinde liegt teilweise am Río Aguisejo, einem Nebenfluss des Río Riaza; sie befindet sich etwa 85 bis 95 km (Fahrtstrecke) nordöstlich von Segovia in einer mittleren Höhe von ca. 970 m. Das Klima ist im Winter rau, im Sommer dagegen gemäßigt bis warm; Regen (ca. 485 mm/Jahr) fällt übers Jahr verteilt.

## Bevölkerungsentwicklung
| Jahr      | 1857 | 1900  | 1950  | 2000  | 2017  |
| Einwohner | 935  | 1.222 | 1.347 | 1.216 | 1.212 |

Ayllón ist eine von wenigen Gemeinden in der Provinz Segovia, deren Einwohnerzahl – allerdings auch bedingt durch Eingemeindungen in den 1960er und 1970er Jahren – weitgehend konstant geblieben ist.

## Wirtschaft
Die Landwirtschaft, darunter auch die Milch- und Weidewirtschaft, spielte über Jahrhunderte die bedeutendste Rolle im auf Selbstversorgung ausgerichteten Wirtschaftsleben der Gemeinde. In der Kleinstadt selbst ließen sich auch Händler, Handwerker und Dienstleister aller Art nieder. Die Verbesserung der Infrastruktur im 20. Jahrhundert führte zu einer Regionalisierung der Absatzmärkte.

## Geschichte
Sowohl Kelten als auch Römer, Westgoten und auch die im 8. Jahrhundert bis weit in den Norden vorgedrungenen arabisch-maurischen Heere hinterließen nur wenige Spuren auf dem Gemeindegebiet. Bereits vor der Rückeroberung (reconquista) Segovias im Jahr 1085 durch Alfons VI. wurde die Gegend durch Christen aus dem Norden und Süden der Iberischen Halbinsel besiedelt (repoblación). Am 31. Oktober 1411 wurde in Ayllón ein Friedensvertrag zwischen den Königreichen Kastilien und Portugal unterzeichnet; wenige Monate später folgten mit den Leyes de Ayllón diskriminierende Bestimmungen gegen Juden und Mauren. Um die Mitte des 15. Jahrhunderts ließ sich Don Álvaro de Luna, einer der bedeutendsten Personen seiner Zeit in Ayllón nieder. Überdies war Ayllón einer der Orte der mehrmals jährlich stattfindenden Versammlungen des Rats der Mesta.

## Sehenswürdigkeiten
Ayllón
- Auf einem Hügel vor der Toren der Stadt erhebt sich der Torre vigía La Martina, ein mit einem Glockengiebel (espadaña) ausgestatteter Wachturm aus dem 16. Jahrhundert.
- Rund um den zentralen Platz (Plaza mayor) gruppieren sich die wichtigsten Bauten der Kleinstadt: das Rathaus (ayuntamiento), die Kirchen Santa María la Mayor und San Miguel mit ihrer repräsentativen Portal- bzw. Loggienfassade.
- In den anschließenden Gassen finden sich die Stadtpaläste wohlhabender Grundbesitzer- und Adelsfamilien, z. B. der Palacio de los Contreras mit seiner reichgeschmückten Fassade und der Palacio del Obispo Vellosillo
- Am Ortsrand befinden sich die Konvente der Franziskaner und der Konzeptionistinnen (Concepcionistas), einem erst im Jahr 1892 gegründeten Frauenorden, der sich der Erziehung von Kindern und Jugendlichen gewidmet hat.

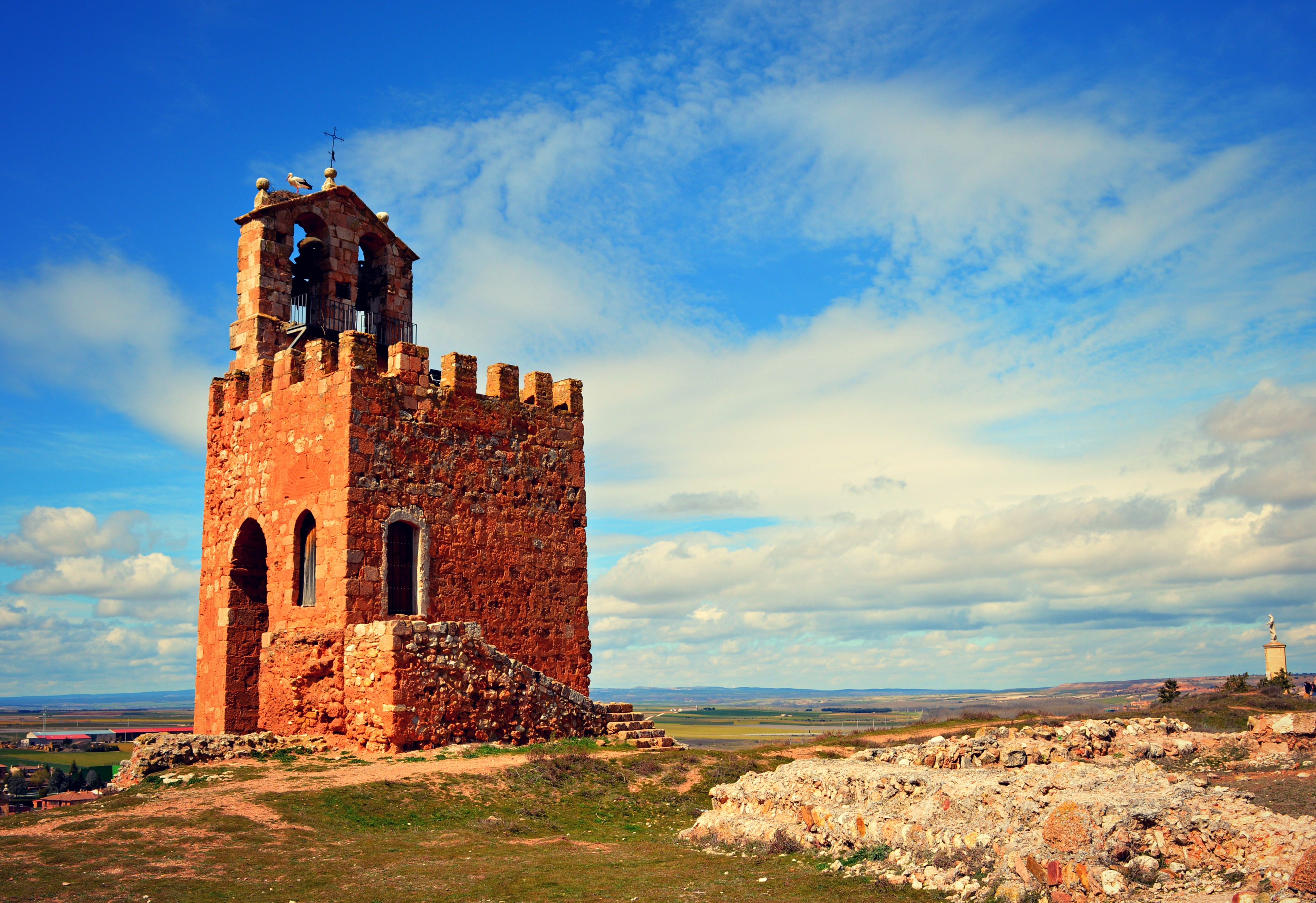
Torre vigía La Martina
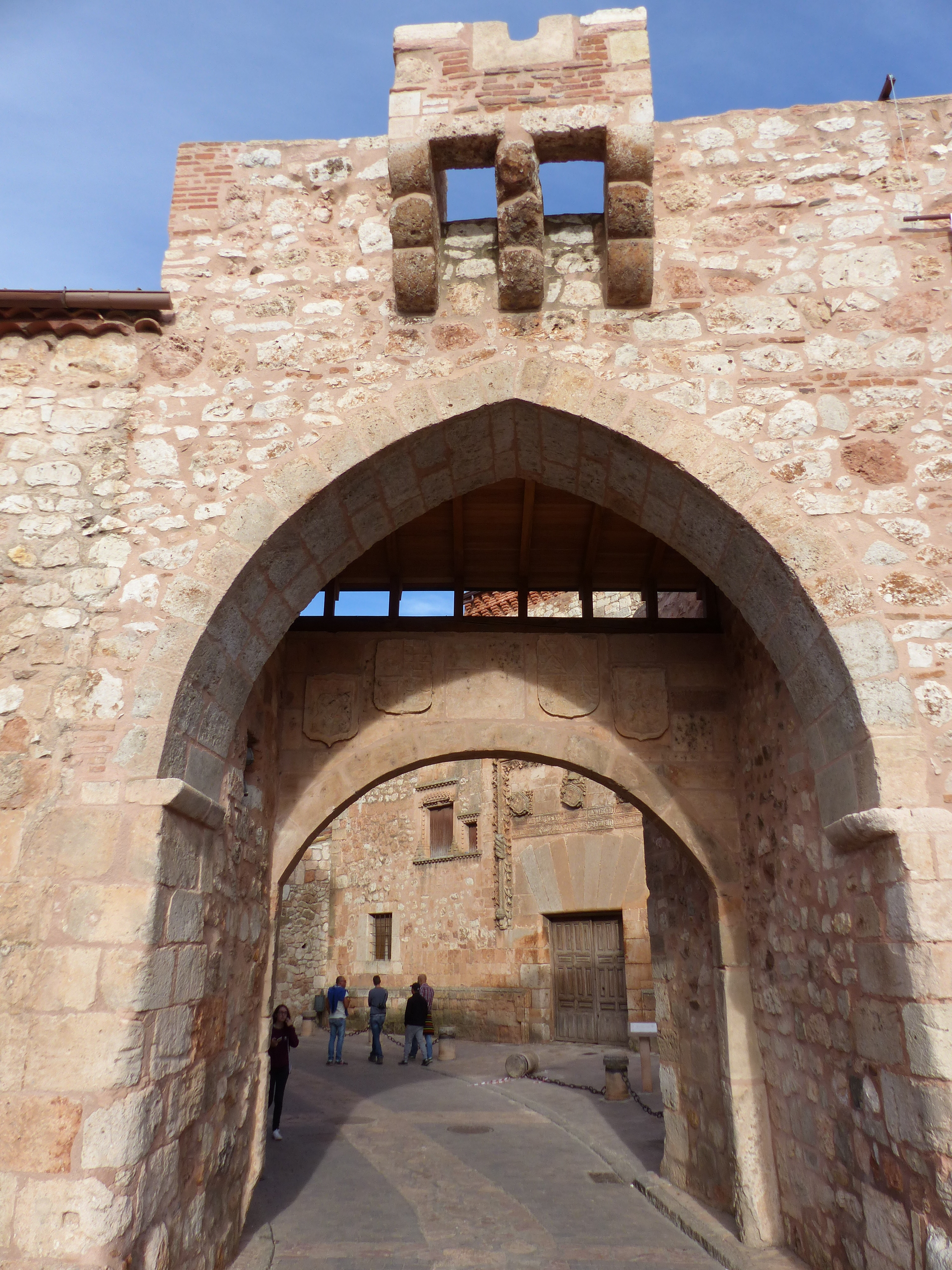
Stadttor mit Wehrerker (Arco medieval)
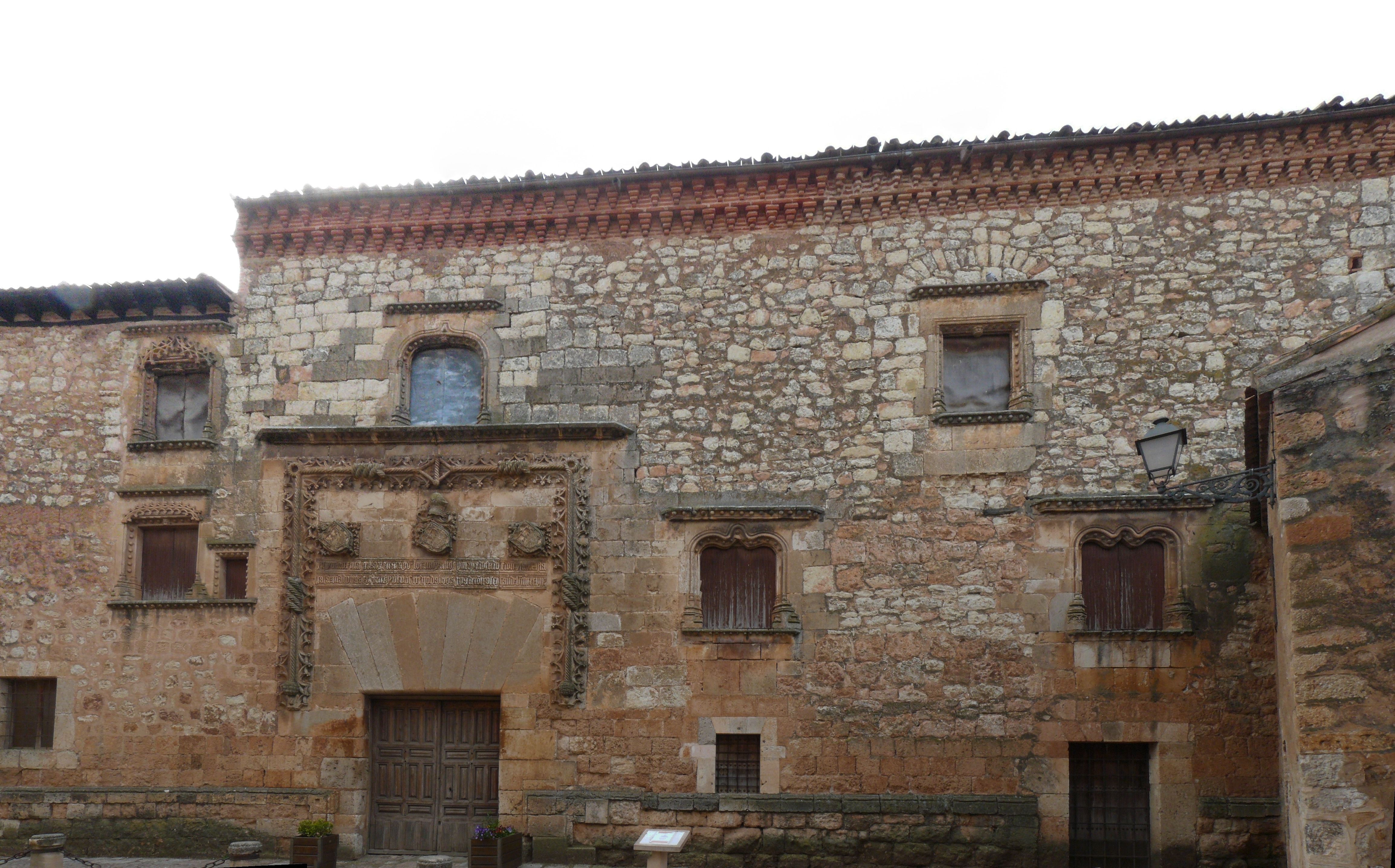
Palacio de los Contreras
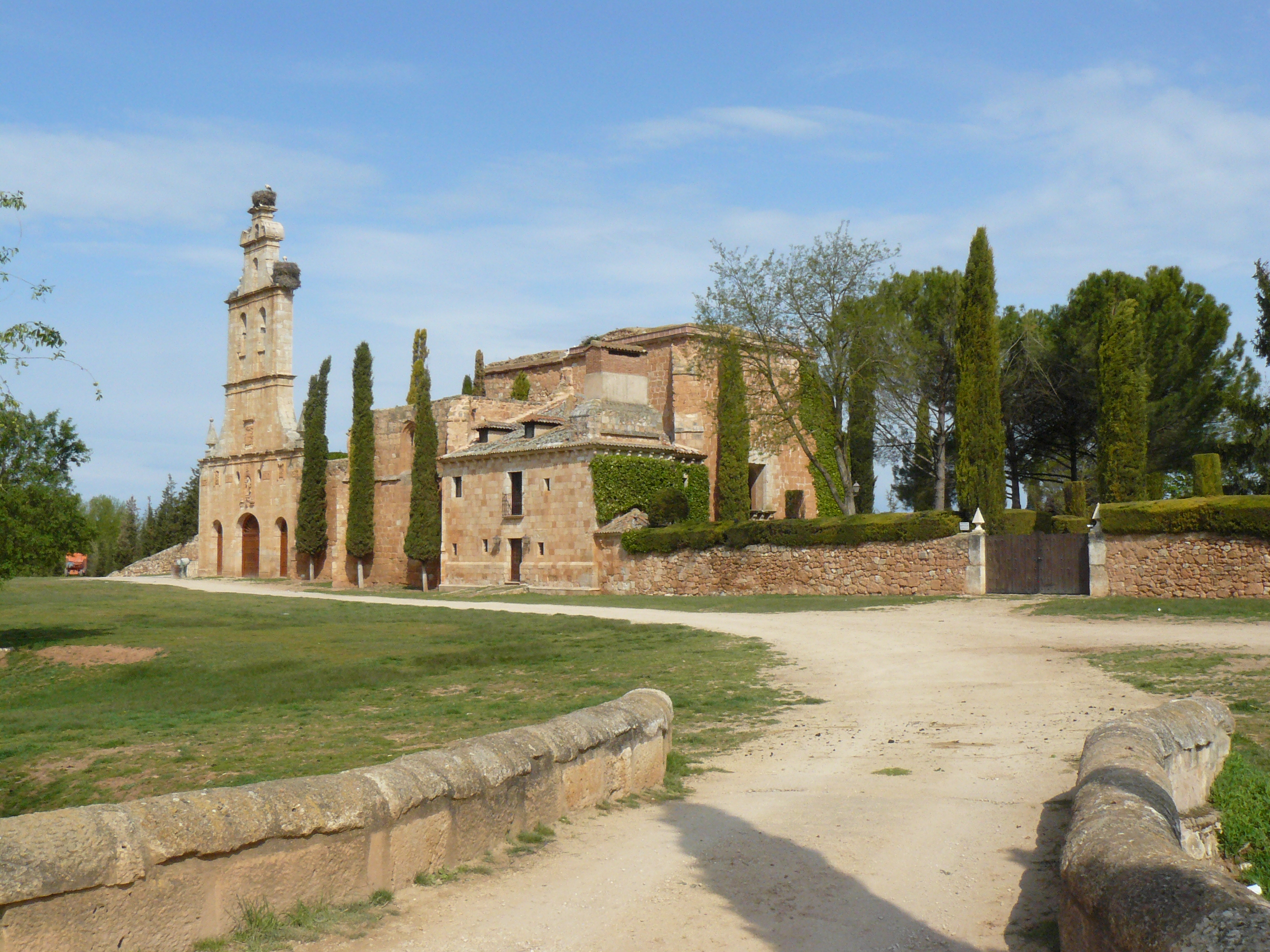
Franziskanerkloster
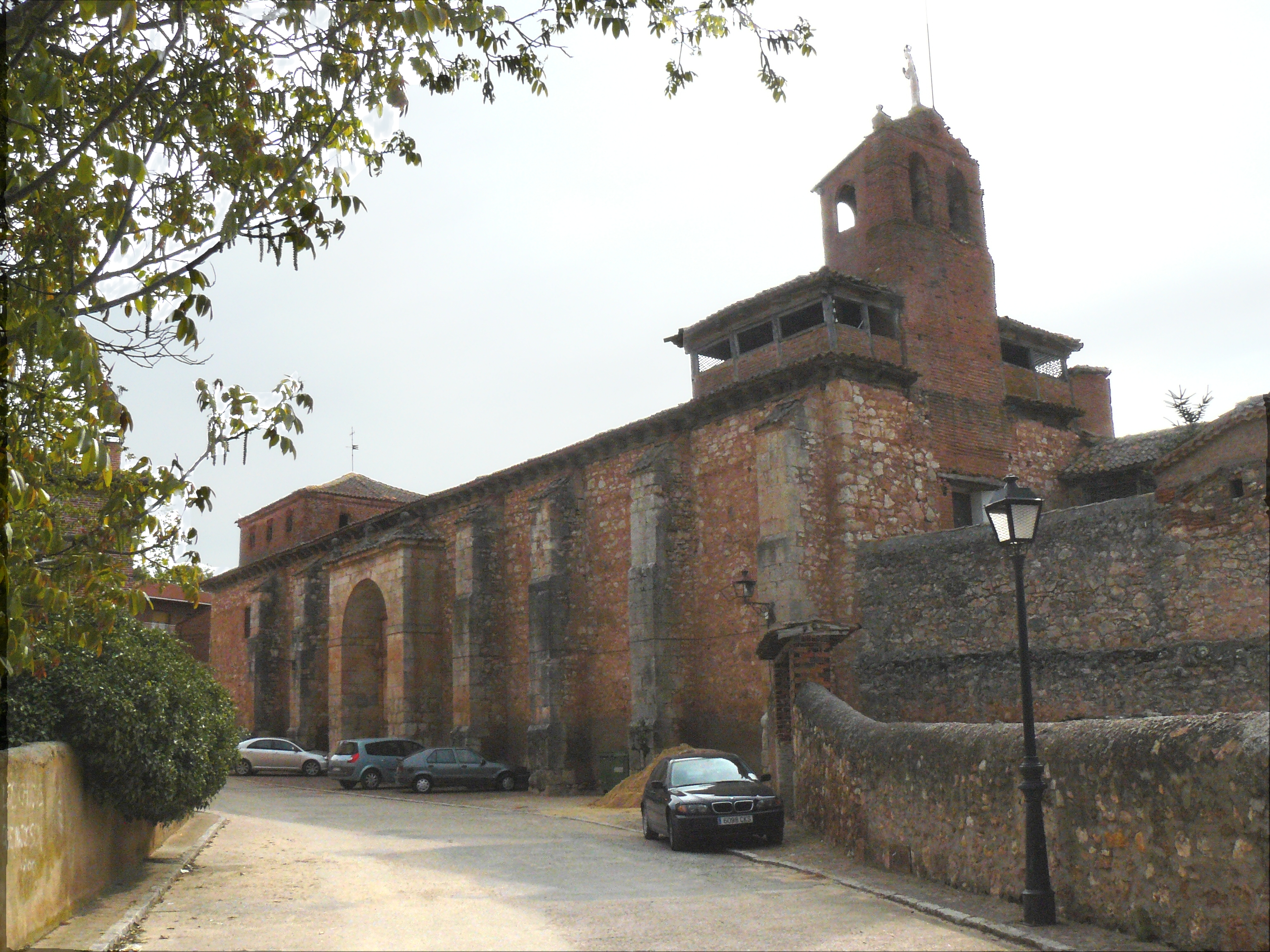
Convento de las Concepcionistas

Santibañez de Ayllón
- Der Weiler Santibañez de Ayllón beeindruckt durch sein geschlossenes Ortsbild am Río Aguisejo

Santa María de Riaza
- Die Iglesia de la Navidad mit ihrer langgestreckten Arkadenfassade (portico oder galería porticada) auf der Südseite ist einer der eindrucksvollsten romanischen Kirchenbauten in der Provinz Segovia.

Grado del Pico
- Auch die Kirche San Pedro im Weiler Grado del Pico verfügt über eine – allerdings in späterer Zeit zugemauerte – Südfassade mit zahlreichen romanischen Kapitellen und Konsolfiguren.

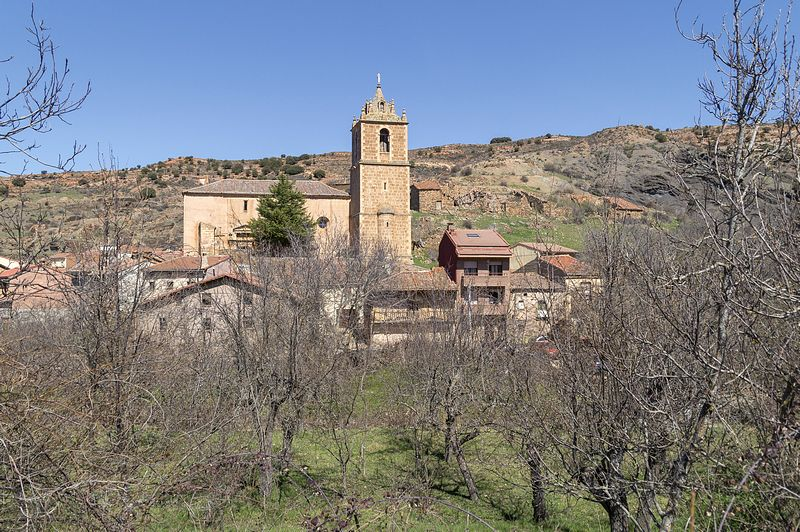
Santibañez de Ayllón – Ortsansicht
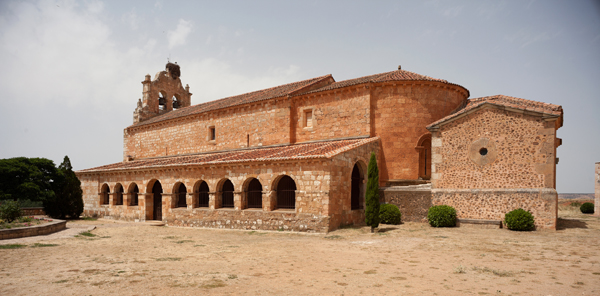
Santa María de Riaza – Kirche La Natividad
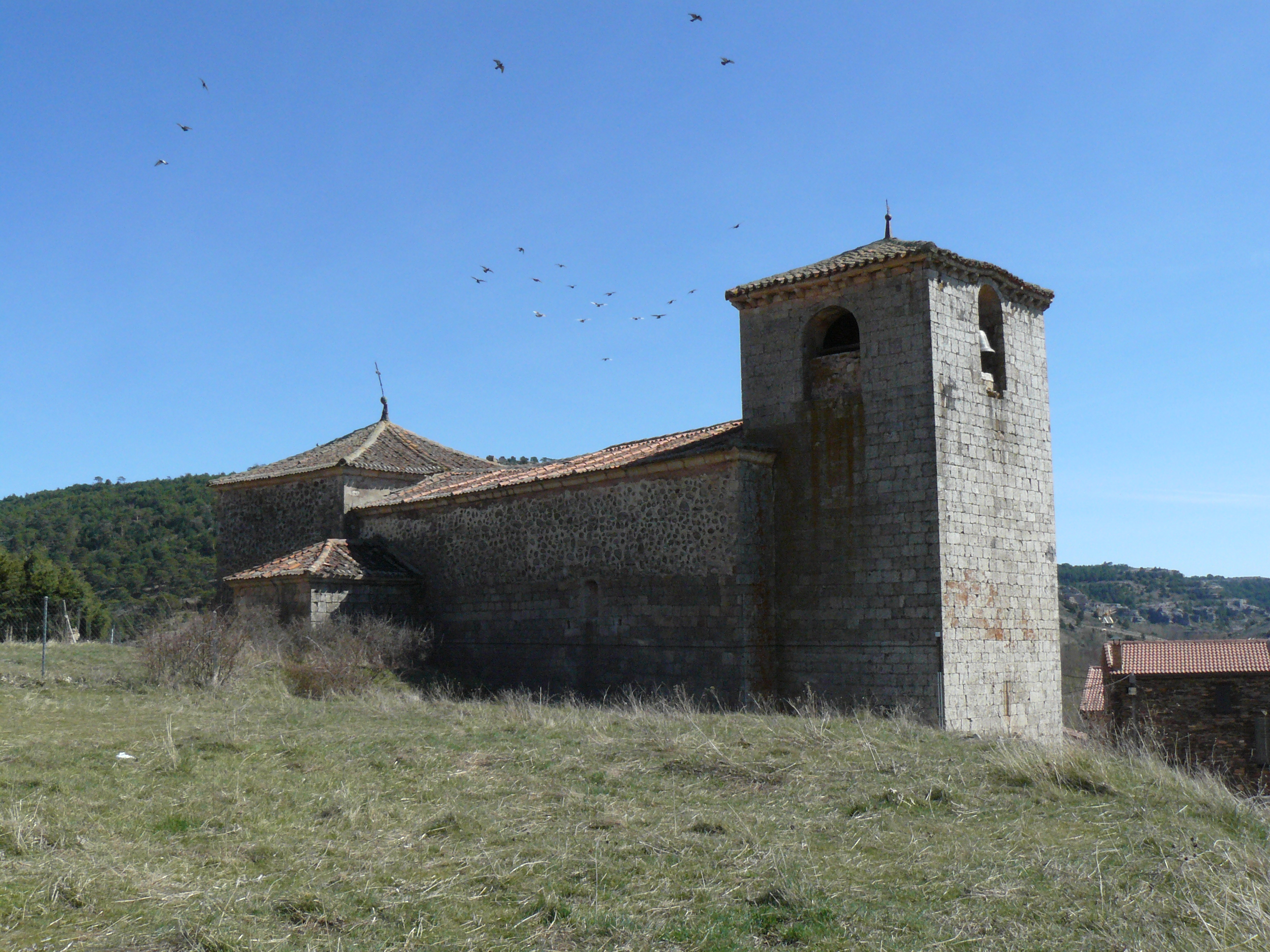
Grado del Pico – Kirche San Pedro

## Städtepartnerschaften
- Sainte-Maure-de-Touraine, Frankreich